# Các công quốc Ernestine

Huy hiệu của dòng Ernestines

Các công quốc Ernestine (tiếng Đức: Ernestinische Herzogtümer), còn được gọi là các công quốc Sachsen (Sächsische Herzogtümer, mặc dù các công quốc được cai trị bởi dòng Albertine gồm Weißenfels, Merseburg và Zeitz cũng là "các công quốc Sachsen" và liền kề với một số công quốc của nhánh Ernestine), là một nhóm nhỏ các nhà nước có số lượng đa dạng, phần lớn lãnh thổ nằm ở bang Thüringen ngày nay của Đức và được cai trị bởi các công tước thuộc dòng Ernestine của Nhà Wettin.
Năm trong số các công quốc Ernestine là thành viên của Vùng đế chế Thượng Sachsen, vì thế có tư cách bỏ phiếu trong Đại hội Đế chế của Thánh chế La Mã, còn những công quốc không thuộc vùng đế chế thì không có tư cách bỏ phiếu, dù vẫn được quyền tự trị trong lãnh thổ của mình.
Tuy nhánh Ernestine của Nhà Wettin là dòng chính, lúc đầu nắm quyền Tuyển hầu xứ Sachsen, sở hữu 1 trong 7 phiếu bầu ra Hoàng đế Thánh chế La Mã, nhưng sau chiến tranh Tin Lành, dòng thứ Albertin đã chiếm lấy quyền và lãnh thổ, đẩy dòng Ernestine xuống. Tuy nhiên về sau này, dòng Ernestine đã hôn phối với nhiều hoàng gia và được bầu lên ngai vàng của nhiều nước, trở thành vương tộc cai trị ở nhiều nơi, trong đó có Vương quốc Anh, Vương quốc Bồ Đào Nha, Vương quốc Bỉ, Vương quốc Bulgaria. Ngày nay, vương quốc Bỉ vẫn còn được cai trị bởi hậu duệ của dòng Ernestine, trong khi dòng Albertin đã mất ngai vàng từ năm 1918.

## Tổng quan
Công quốc Sachsen bắt đầu bị phân mảnh vào thế kỷ XV do luật kế vị cũ của Đức chia quyền thừa kế cho tất cả các con trai. Ngoài ra, mọi con trai của công tước xứ Sachsen đều được thừa kế danh hiệu công tước. Hai anh em đôi khi cùng nhau cai trị lãnh thổ được thừa kế từ cha mình, nhưng đôi khi họ lại chia cắt nó. Một số công quốc Ernestine vẫn tồn tại riêng biệt cho đến năm 1918. Những hoạt động tương tự trong các dòng của Nhà Reuss và Schwarzburg đã khiến toàn bộ Thuringia trở thành một mớ các nhà nước nhỏ từ cuối thế kỷ XV cho đến đầu thế kỷ XX.

## Hình thành

### Sự phân chia Tiền Ernestine
Nhằm trả công cho Bá tước xứ Ballenstedt là Albrecht Gấu (Albrecht der Bär) vì đã ủng hộ mình lên ngai vị, năm 1138, Vua La Mã Đức Konrad III đã phong cho Albrecht là Công tước Sachsen. Tuy nhiên, Albrecht không thể giữ được quyền lực của mình trước sự chống đối của thế lực ủng hộ cho vị công tước tiền nhiệm là Heinrich Kiêu hãnh (Heinrich der Stolze), đồng thời cũng là ứng viên thua cuộc của ngai vị Vua La Mã Đức. Tháng 5 năm 1142, con trai của Heinrich Kiêu hãnh là Heinrich Sư tử (Heinrich der Löwe) được Konrad III trả lại ngôi vị Công tước Sachsen. Năm 1156, Heinrich Sư tử cũng được vị tân đế Friedrich I trả lại xứ Bavaria. Tuy nhiên, vùng Ostmark, vốn là một phần của xứ Bavaria, thì vĩnh viễn bị tách rời, sau đó thành lập nên Công quốc Áo.
Tuy nhiên, Heinrich Sư tử nhanh chóng xuất hiện mâu thuẫn với Friedrich I. Năm 1174, ông từ chối hỗ trợ Friedrich I trong một cuộc xâm lược mới vào xứ Lombardia. Sau khi trở về, lợi dụng sự thù địch của nhiều vương hầu Đức với Heinrich, Friedrich I xử vắng mặt Heinrich trong một phiên tòa chủ tọa gồm nhiều giám mục và vương hầu Đức năm 1180, tuyên bố rằng luật đế quốc có hiệu lực hơn luật cổ truyền Đức, xử phạt Heinrich bằng cách tước bỏ đất đai và đặt ông này ra ngoài vòng pháp luật. Công quốc Sachsen cũng bị chia thành nhiều lãnh địa nhỏ hơn. Tước vị Công tước Sachsen được trao lại cho con trai út của Albrecht Gấu là Bá tước Bernard xứ Ballenstedt. Trên thực tế, cái gọi là công quốc Sachsen của Bernard chỉ còn lại vùng lãnh thổ giữa xứ Meissen và xứ Brandenburg cùng với một số lãnh địa nhỏ: các thị trấn Aken, Wittenberg và Magdeburg. Năm 1189, nhân khi Friedrich I tham gia cuộc Thập tự chinh, Heinrich Sư tử quay trở lại Sachsen, huy động lực lượng trung thành và tái chiếm lại thành phố giàu có Bardowick. Tuy nhiên, con trai và người kế vị của của Friedrich I, Heinrich VI, một lần nữa đánh bại Heinrich Sư tử. Quá mệt mỏi vì những thất bại, năm 1194, Heinrich đã làm hòa với Hoàng đế. Ông được phép nhận lại vùng lãnh địa được thừa kế của mình. Theo đó, Công quốc Sachsen của Bernard bị cắt thêm vùng Braunschweig và phụ cận cho Heinrich, khu vực mà về sau hình thành nên Công quốc Braunschweig-Lüneburg.
Sau khi Bernard qua đời, người con cả là Heinrich được thừa kế các lãnh địa cũ ở Ballenstedt cùng tước hiệu Bá tước Ascharia và Vương hầu ở Anahalt (comes Ascharie et princeps in Anahalt), còn người em trai Albrecht được nhận phần ba điền trang ở Ostfalen không liên kết về mặt lãnh thổ trên sông Elbe, xung quanh các thị trấn Wittenberg và Belzig cũng như quyền lãnh chúa phía bắc Lauenburg với Amt Neuhaus và Land Hadeln tại cửa sông Elbe cùng tước hiệu Công tước Sachsen (dux Saxoniae).
Năm 1260, Công tước Albrecht I xứ Sachsen qua đời. Hai người con trai của ông là Johann và Albrecht đồng thừa kế tước vị Công tước Sachsen. Năm 1282, Công tước Johann I thoái vị, để cho 3 người con của ông là Johann, Erich và Albrecht đồng kế thừa tước vị Công tước Sachsen với người chú Albrecht II. Năm 1296, Albrecht II cùng các cháu trai mình thỏa thuận phân chia vùng lãnh địa cai trị chung Sachsen thành 2 công quốc riêng biệt là Sachsen-Lauenburg và Sachsen-Wittenberg. Theo kết quả phân chia, Công tước Albrecht II nhận được vùng lãnh địa Wittenberg xung quanh thành phố cùng tên, Brehna và Gommern. Do đó, Albrecht II trở thành ông tổ của dòng Sachsen-Wittenberg. Tuy nhiên, việc phân chia lãnh địa vẫn tồn tại một vấn đề: đó là đặc quyền của Tuyển hầu Sachsen. Sự tranh chấp này mãi đến năm 1356 mới kết thúc với Sắc chỉ Vàng, quy định đặc quyền Tuyển hầu thuộc về dòng Sachsen-Wittenberg.
Khi Công tước Albrecht III của xứ Sachsen-Wittenberg qua đời mà không có người thừa kế vào năm 1422, Hoàng đế Sigismund đã trao quyền cai trị công quốc cho một người của nhà Wettin, Bá tước Friedrich Gây gổ (Friedrich der Streitbare) của xứ Meissen, do đó trở thành Friedrich I trở thành Tuyển hầu xứ Sachsen. Năm 1425, người anh em cuối cùng là Wilhelm II xứ Meissen qua đời, Friedrich I được thừa kế toàn bộ các lãnh địa của em mình. Từ đó, lãnh địa của Tuyển hầu Sachsen bao gồm toàn bộ những lãnh địa của nhà Wettin, ngoại trừ Thüringen. Mặc dù vậy, nhiều thành viên của nhà Wettin cai trị ở Thüringen cũng xưng là Công tước Sachsen do địa vị cao quý truyền thống của nó.

### Sự hình thành các nhánh Ernestine và Albertine
Sau cái chết của Tuyển hầu Friedrich II vào năm 1464, con trai lớn của ông là Ernst, trở thành Tuyển hầu mới của xứ Sachsen, còn Albrecht Dũng cảm (Albrecht der Beherzte), con trai út, cũng được chia sẻ tước hiệu Công tước Sachsen. Năm 1485, theo sự phân chia của Hiệp ước Leipzig, hai anh em phân chia tài sản của nhà Wettin, trong đó Ernst nhận được miền Bắc Meissen, miền Nam Thuringia và Wittenberg, còn Albrecht nhận miền Bắc Thuringia và miền Nam Meissen. Chính sự phân chia này đã hình thành nên 2 dòng Ernestine và Albertine.
Nghiên cứu về danh sách các thành viên của Nhà Wettin sẽ tiết lộ nhiều thành phần khác nhau của nhà công tước và tài sản của họ.

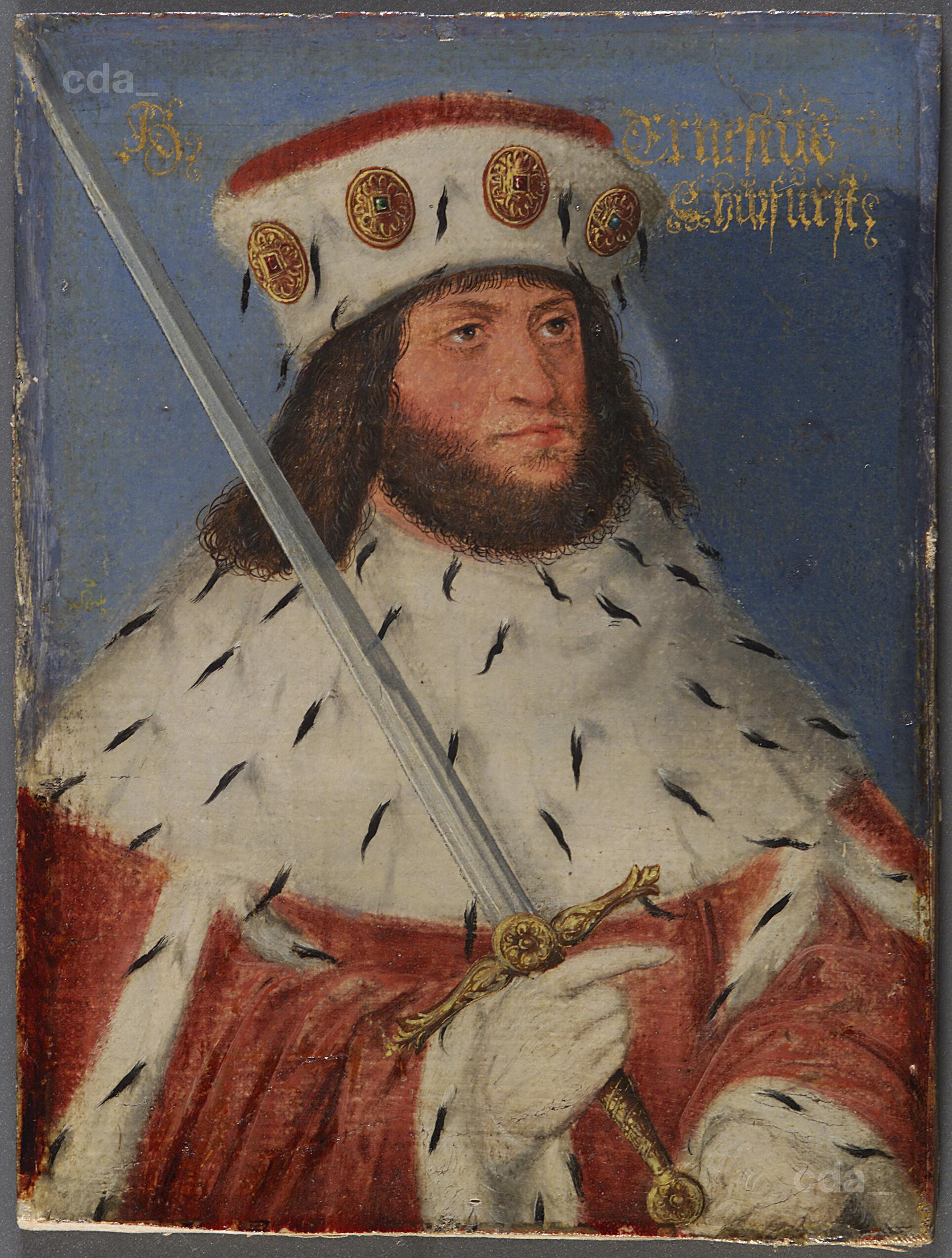
Tuyển hầu Ernst xứ Sachsen (1441–1486) - ông tổ của dòng Ernestine.
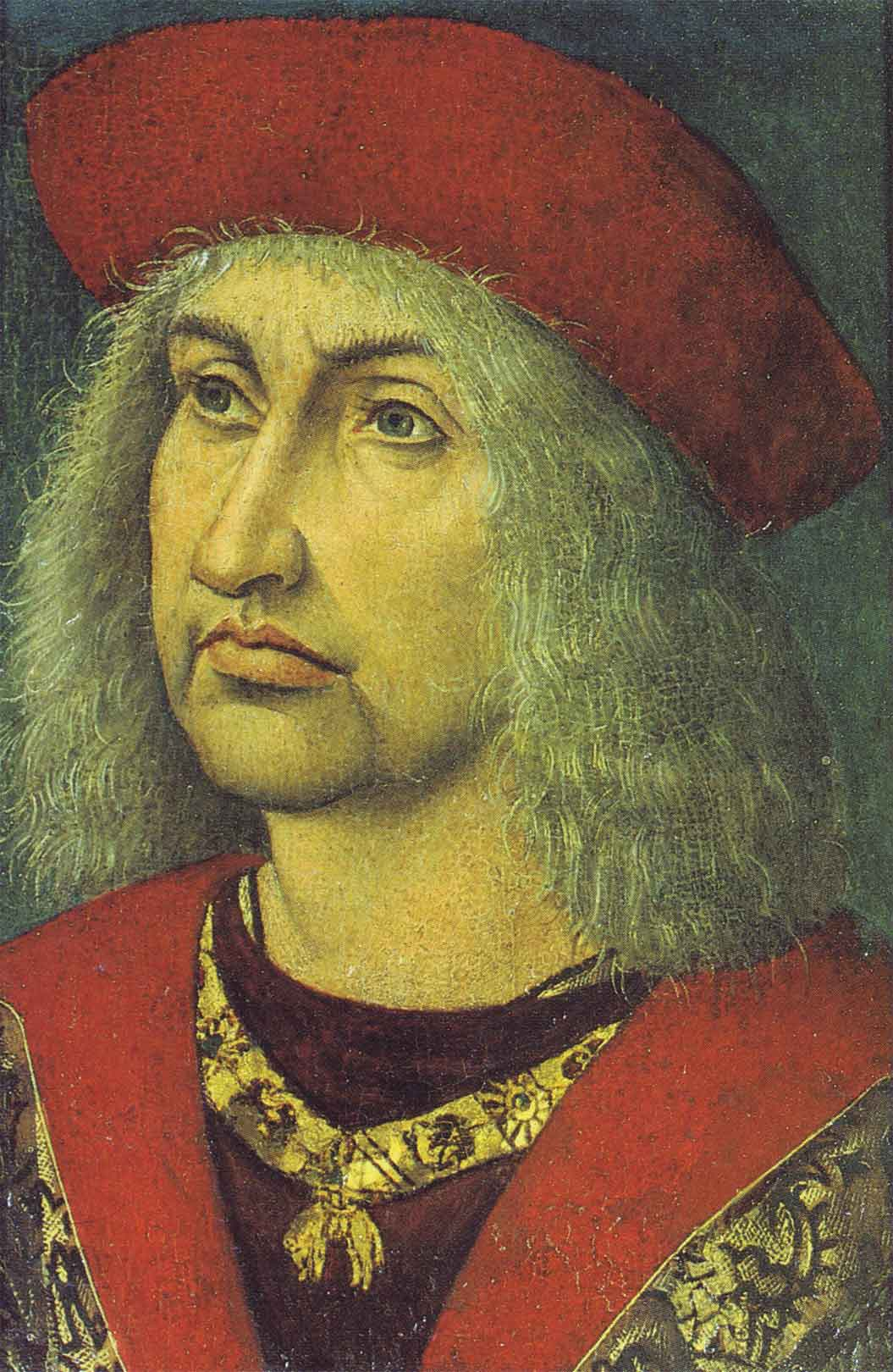
Công tước Albrecht xứ Sachsen (1443–1500) - ông tổ của dòng Albertine.

## Lịch sử chi tiết về sự phân chia của dòng Ernestine

### Bảng
| Tuyển hầu xứ Sachsen | Tuyển hầu xứ Sachsen | Tuyển hầu xứ Sachsen | Tuyển hầu xứ Sachsen | Tuyển hầu xứ Sachsen | Tuyển hầu xứ Sachsen | Tuyển hầu xứ Sachsen | Tuyển hầu xứ Sachsen | Tuyển hầu xứ Sachsen | Tuyển hầu xứ Sachsen | Tuyển hầu xứ Sachsen | Tuyển hầu xứ Sachsen |
| --- | --- | --- | --- | --- | --- | --- | --- | --- | --- | --- | --- |
| - Ernest, 1464–1486, con trai của Friedrich II - Friedrich Khôn ngoan, 1486–1525, con trai của Ernest - Johann Kiên định, 1525–1532, con trai của Ernest - đồng cai trị: - Friedrich Rộng lượng, 1532–1554 (riêng từ 1542), con trai của Johann Kiên định - Johann Ernst, 1532–1542, con trai của Johann Kiên định Năm 1554, Friedrich Rộng lượng chia công quốc cho ba người con trai của ông. | | | | | | | | | | | |
| Công tước xứ Sachsen-Eisenach và Sachsen-Coburg | Công tước xứ Sachsen-Eisenach và Sachsen-Coburg | Công tước xứ Sachsen-Eisenach và Sachsen-Coburg | Công tước xứ Sachsen-Eisenach và Sachsen-Coburg | Công tước xứ Sachsen-Eisenach và Sachsen-Coburg | Công tước xứ Sachsen-Weimar | Công tước xứ Sachsen-Weimar | Công tước xứ Sachsen-Weimar | Công tước xứ Sachsen-Weimar | Công tước xứ Sachsen-Gotha | Công tước xứ Sachsen-Gotha | Công tước xứ Sachsen-Gotha |
| - Johann Friedrich II, 1554–1556, con trai của Friedrich Rộng lượng | - Johann Friedrich II, 1554–1556, con trai của Friedrich Rộng lượng | - Johann Friedrich II, 1554–1556, con trai của Friedrich Rộng lượng | - Johann Friedrich II, 1554–1556, con trai của Friedrich Rộng lượng | - Johann Friedrich II, 1554–1556, con trai của Friedrich Rộng lượng | - Johann Wilhelm I, 1554–1573, con trai của Friedrich Rộng lượng | - Johann Wilhelm I, 1554–1573, con trai của Friedrich Rộng lượng | - Johann Wilhelm I, 1554–1573, con trai của Friedrich Rộng lượng | - Johann Wilhelm I, 1554–1573, con trai của Friedrich Rộng lượng | - Johann Friedrich III, 1554–1565, con trai của Friedrich Rộng lượng                                                                                          | - Johann Friedrich III, 1554–1565, con trai của Friedrich Rộng lượng                                                                                          | - Johann Friedrich III, 1554–1565, con trai của Friedrich Rộng lượng                                                                                          |
| Phân khu Erfurt | | | | | | | | | | | |
| Năm 1572, các công quốc Ernestine được sắp xếp lại và phân chia lại giữa hai con trai của John Friedrich II và con trai của John William. | | | | | | | | | | | |
| Công tước xứ Sachsen-Coburg-Eisenach | Công tước xứ Sachsen-Coburg-Eisenach | Công tước xứ Sachsen-Coburg-Eisenach | Công tước xứ Sachsen-Coburg-Eisenach | Công tước xứ Sachsen-Coburg-Eisenach | Công tước xứ Sachsen-Coburg-Eisenach | Công tước xứ Sachsen-Weimar | Công tước xứ Sachsen-Weimar | Công tước xứ Sachsen-Weimar | Công tước xứ Sachsen-Weimar | Công tước xứ Sachsen-Weimar | Công tước xứ Sachsen-Weimar |
| - Co-rulers: - John Casimir, 1572–1596, con trai của Johann Friedrich II - John Ernest, 1572–1596, con trai của Johann Friedrich II Năm 1596, hai anh em đồng ý chia đất cho nhau. | - Co-rulers: - John Casimir, 1572–1596, con trai của Johann Friedrich II - John Ernest, 1572–1596, con trai của Johann Friedrich II Năm 1596, hai anh em đồng ý chia đất cho nhau. | - Co-rulers: - John Casimir, 1572–1596, con trai của Johann Friedrich II - John Ernest, 1572–1596, con trai của Johann Friedrich II Năm 1596, hai anh em đồng ý chia đất cho nhau. | - Co-rulers: - John Casimir, 1572–1596, con trai của Johann Friedrich II - John Ernest, 1572–1596, con trai của Johann Friedrich II Năm 1596, hai anh em đồng ý chia đất cho nhau. | - Co-rulers: - John Casimir, 1572–1596, con trai của Johann Friedrich II - John Ernest, 1572–1596, con trai của Johann Friedrich II Năm 1596, hai anh em đồng ý chia đất cho nhau. | - Co-rulers: - John Casimir, 1572–1596, con trai của Johann Friedrich II - John Ernest, 1572–1596, con trai của Johann Friedrich II Năm 1596, hai anh em đồng ý chia đất cho nhau. | - Friedrich William, 1572–1602, con trai của John William Sau cái chết của Friedrich Wilhelm, đất đai được chia cho các con trai nhỏ của ông và anh trai ông. | - Friedrich William, 1572–1602, con trai của John William Sau cái chết của Friedrich Wilhelm, đất đai được chia cho các con trai nhỏ của ông và anh trai ông. | - Friedrich William, 1572–1602, con trai của John William Sau cái chết của Friedrich Wilhelm, đất đai được chia cho các con trai nhỏ của ông và anh trai ông. | - Friedrich William, 1572–1602, con trai của John William Sau cái chết của Friedrich Wilhelm, đất đai được chia cho các con trai nhỏ của ông và anh trai ông. | - Friedrich William, 1572–1602, con trai của John William Sau cái chết của Friedrich Wilhelm, đất đai được chia cho các con trai nhỏ của ông và anh trai ông. | - Friedrich William, 1572–1602, con trai của John William Sau cái chết của Friedrich Wilhelm, đất đai được chia cho các con trai nhỏ của ông và anh trai ông. |
| Công tước xứ Sachsen-Coburg | Công tước xứ Sachsen-Coburg | Công tước xứ Sachsen-Coburg | Công tước xứ Sachsen-Eisenach | Công tước xứ Sachsen-Eisenach | Công tước xứ Sachsen-Eisenach | - Friedrich William, 1572–1602, con trai của John William Sau cái chết của Friedrich Wilhelm, đất đai được chia cho các con trai nhỏ của ông và anh trai ông. | - Friedrich William, 1572–1602, con trai của John William Sau cái chết của Friedrich Wilhelm, đất đai được chia cho các con trai nhỏ của ông và anh trai ông. | - Friedrich William, 1572–1602, con trai của John William Sau cái chết của Friedrich Wilhelm, đất đai được chia cho các con trai nhỏ của ông và anh trai ông. | - Friedrich William, 1572–1602, con trai của John William Sau cái chết của Friedrich Wilhelm, đất đai được chia cho các con trai nhỏ của ông và anh trai ông. | - Friedrich William, 1572–1602, con trai của John William Sau cái chết của Friedrich Wilhelm, đất đai được chia cho các con trai nhỏ của ông và anh trai ông. | - Friedrich William, 1572–1602, con trai của John William Sau cái chết của Friedrich Wilhelm, đất đai được chia cho các con trai nhỏ của ông và anh trai ông. |
| - John Casimir, 1596–1633 Sau cái chết của John Casimir mà không có người thừa kế, quyền thừa kế rơi vào tay em trai ông. | - John Casimir, 1596–1633 Sau cái chết của John Casimir mà không có người thừa kế, quyền thừa kế rơi vào tay em trai ông.                                                          | - John Casimir, 1596–1633 Sau cái chết của John Casimir mà không có người thừa kế, quyền thừa kế rơi vào tay em trai ông.                                                          | - John Ernest, 1596–1633 | - John Ernest, 1596–1633 | - John Ernest, 1596–1633 | | | | | | |
| - John Casimir, 1596–1633 Sau cái chết của John Casimir mà không có người thừa kế, quyền thừa kế rơi vào tay em trai ông. | - John Casimir, 1596–1633 Sau cái chết của John Casimir mà không có người thừa kế, quyền thừa kế rơi vào tay em trai ông.                                                          | - John Casimir, 1596–1633 Sau cái chết của John Casimir mà không có người thừa kế, quyền thừa kế rơi vào tay em trai ông.                                                          | - John Ernest, 1596–1633 | - John Ernest, 1596–1633 | - John Ernest, 1596–1633 | Công tước xứ Sachsen-Altenburg | Công tước xứ Sachsen-Altenburg | Công tước xứ Sachsen-Altenburg | Công tước xứ Sachsen-Weimar | Công tước xứ Sachsen-Weimar | Công tước xứ Sachsen-Weimar |
| - John Casimir, 1596–1633 Sau cái chết của John Casimir mà không có người thừa kế, quyền thừa kế rơi vào tay em trai ông. | - John Casimir, 1596–1633 Sau cái chết của John Casimir mà không có người thừa kế, quyền thừa kế rơi vào tay em trai ông.                                                          | - John Casimir, 1596–1633 Sau cái chết của John Casimir mà không có người thừa kế, quyền thừa kế rơi vào tay em trai ông.                                                          | - John Ernest, 1596–1633 | - John Ernest, 1596–1633 | - John Ernest, 1596–1633 | - Đồng cai trị: - John Philip, 1603–1639, con trai của Friedrich Wilhelm I - Friedrich, 1603–1625, con trai của Friedrich Wilhelm I - Johann Wilhelm, 1603–1632, con trai của Friedrich Wilhelm I - Friedrich Wilhelm II, 1603–1669 (người cai trị duy nhất từ năm 1639), con trai của Friedrich Wilhelm I - Friedrich Wilhelm III, 1669–1672, con trai của Friedrich Wilhelm II | - Đồng cai trị: - John Philip, 1603–1639, con trai của Friedrich Wilhelm I - Friedrich, 1603–1625, con trai của Friedrich Wilhelm I - Johann Wilhelm, 1603–1632, con trai của Friedrich Wilhelm I - Friedrich Wilhelm II, 1603–1669 (người cai trị duy nhất từ năm 1639), con trai của Friedrich Wilhelm I - Friedrich Wilhelm III, 1669–1672, con trai của Friedrich Wilhelm II | - Đồng cai trị: - John Philip, 1603–1639, con trai của Friedrich Wilhelm I - Friedrich, 1603–1625, con trai của Friedrich Wilhelm I - Johann Wilhelm, 1603–1632, con trai của Friedrich Wilhelm I - Friedrich Wilhelm II, 1603–1669 (người cai trị duy nhất từ năm 1639), con trai của Friedrich Wilhelm I - Friedrich Wilhelm III, 1669–1672, con trai của Friedrich Wilhelm II | - John II, 1602–1605, con trai của Johann Wilhelm | - John II, 1602–1605, con trai của Johann Wilhelm | - John II, 1602–1605, con trai của Johann Wilhelm |
| Công tước xứ Sachsen-Coburg-Eisenach | | | | | | - Đồng cai trị: - John Philip, 1603–1639, con trai của Friedrich Wilhelm I - Friedrich, 1603–1625, con trai của Friedrich Wilhelm I - Johann Wilhelm, 1603–1632, con trai của Friedrich Wilhelm I - Friedrich Wilhelm II, 1603–1669 (người cai trị duy nhất từ năm 1639), con trai của Friedrich Wilhelm I - Friedrich Wilhelm III, 1669–1672, con trai của Friedrich Wilhelm II | - Đồng cai trị: - John Philip, 1603–1639, con trai của Friedrich Wilhelm I - Friedrich, 1603–1625, con trai của Friedrich Wilhelm I - Johann Wilhelm, 1603–1632, con trai của Friedrich Wilhelm I - Friedrich Wilhelm II, 1603–1669 (người cai trị duy nhất từ năm 1639), con trai của Friedrich Wilhelm I - Friedrich Wilhelm III, 1669–1672, con trai của Friedrich Wilhelm II | - Đồng cai trị: - John Philip, 1603–1639, con trai của Friedrich Wilhelm I - Friedrich, 1603–1625, con trai của Friedrich Wilhelm I - Johann Wilhelm, 1603–1632, con trai của Friedrich Wilhelm I - Friedrich Wilhelm II, 1603–1669 (người cai trị duy nhất từ năm 1639), con trai của Friedrich Wilhelm I - Friedrich Wilhelm III, 1669–1672, con trai của Friedrich Wilhelm II | | | |
| - Johann Ernst, 1633–1638 Sau cái chết của John Ernst mà không có người thừa kế, công quốc của ông được phân chia giữa Sachsen-Weimar và Sachsen-Altenburg. | | | | | | - Đồng cai trị: - John Philip, 1603–1639, con trai của Friedrich Wilhelm I - Friedrich, 1603–1625, con trai của Friedrich Wilhelm I - Johann Wilhelm, 1603–1632, con trai của Friedrich Wilhelm I - Friedrich Wilhelm II, 1603–1669 (người cai trị duy nhất từ năm 1639), con trai của Friedrich Wilhelm I - Friedrich Wilhelm III, 1669–1672, con trai của Friedrich Wilhelm II | - Đồng cai trị: - John Philip, 1603–1639, con trai của Friedrich Wilhelm I - Friedrich, 1603–1625, con trai của Friedrich Wilhelm I - Johann Wilhelm, 1603–1632, con trai của Friedrich Wilhelm I - Friedrich Wilhelm II, 1603–1669 (người cai trị duy nhất từ năm 1639), con trai của Friedrich Wilhelm I - Friedrich Wilhelm III, 1669–1672, con trai của Friedrich Wilhelm II | - Đồng cai trị: - John Philip, 1603–1639, con trai của Friedrich Wilhelm I - Friedrich, 1603–1625, con trai của Friedrich Wilhelm I - Johann Wilhelm, 1603–1632, con trai của Friedrich Wilhelm I - Friedrich Wilhelm II, 1603–1669 (người cai trị duy nhất từ năm 1639), con trai của Friedrich Wilhelm I - Friedrich Wilhelm III, 1669–1672, con trai của Friedrich Wilhelm II | | | |

### Lịch sử
Tuyển đế hầu Ernst qua đời năm 1486 và được kế vị bởi con trai ông là Friedrich Khôn ngoan. Leipzig, trung tâm kinh tế của Sachsen, đồng thời là trụ sở của trường đại học duy nhất ở Sachsen, nằm ở Albertine Sachsen. Vì muốn có một trường đại học trên vùng đất của mình để đào tạo các công chức và mục sư, Friedrich đã thành lập Đại học Wittenberg vào năm 1502. Chính tại đó, Martin Luther đã đăng 95 luận đề của mình. Friedrich bảo vệ Luther, từ chối dẫn độ ông về Lãnh địa Giáo hoàng để xét xử. Friedrich, giống như các Hoàng thân Đức khác, cho phép thực hiện các cải cách của Luther trên lãnh thổ của mình.

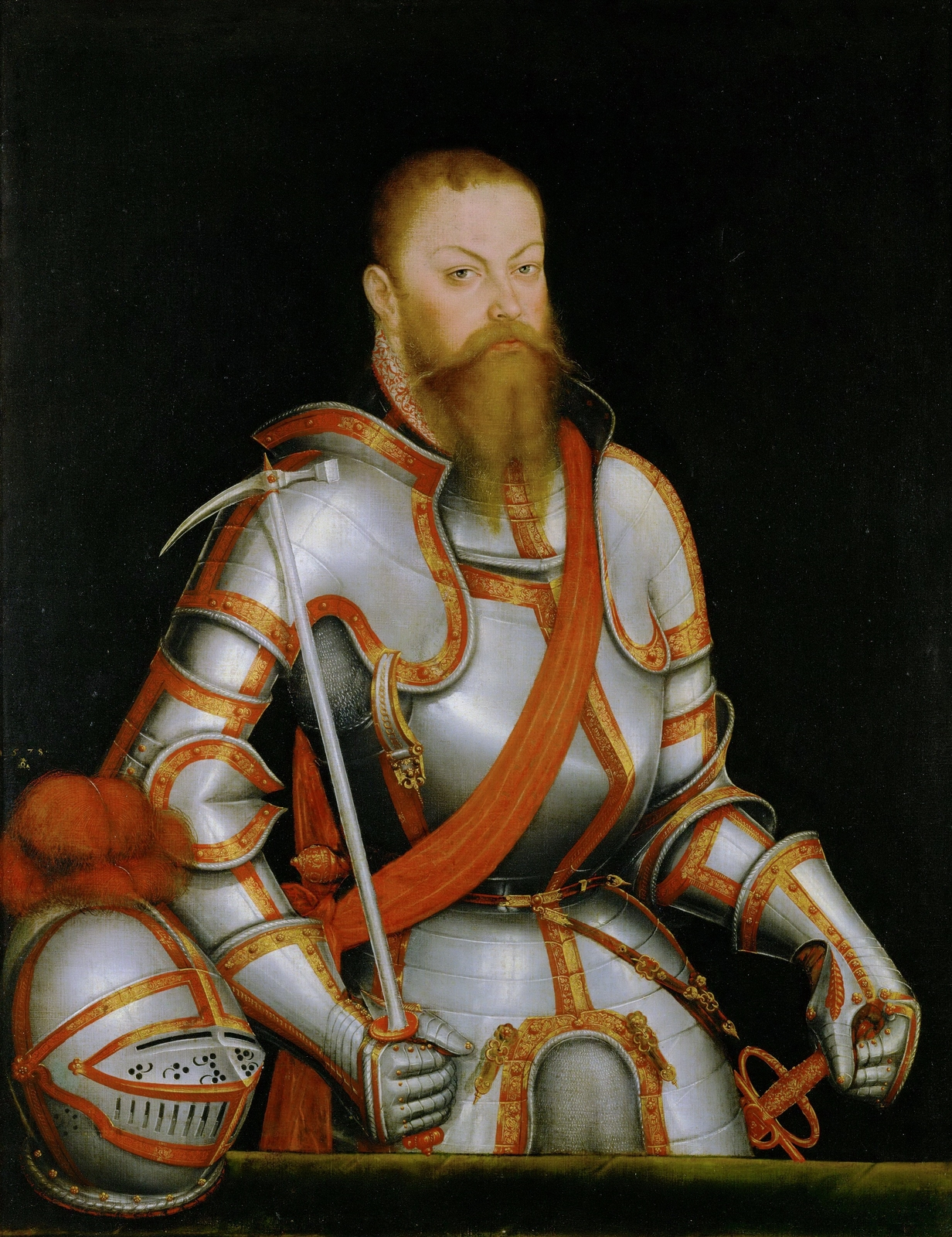
Công tước Moritz của dòng Albertine, nhánh thứ của Nhà Wettin đã dành được lãnh thổ và tước vị Tuyển đế hầu của dòng chính Ernestine.

Friedrich III mất năm 1525; ông được kế vị bởi em trai mình là John Kiên định (1525–1532). Johann là người lãnh đạo trong Liên đoàn các Thân vương Tin lành Schmalkaldic ở Đế chế La Mã Thần thánh. Johann qua đời năm 1532 và được kế vị bởi con trai của ông là Johann Friedrich I. Trong 10 năm đầu trị vì, Johann Friedrich I chia sẻ quyền cai trị Ernestine Sachsen với người em kế của mình là Công tử Johann Ernst, chính trở thành Công tước xứ Sachsen-Coburg, nhưng ông đã qua đời mà không có con. Johann Friedrich I ngày càng ủng hộ mạnh mẽ cuộc Cải cách Luther, trong khi Hoàng đế Karl V của Thánh chế La Mã tránh đối đầu trực tiếp với các hoàng thân theo đạo Tin lành, vì ông cần sự hỗ trợ của họ trong cuộc đấu tranh với Pháp.
Karl cuối cùng đã đồng ý với Pháp và chuyển sự chú ý sang vùng đất Tin lành của Đế chế La Mã Thần thánh. Năm 1546, Liên đoàn Schmalkaldic đã thành lập một đội quân. Tuyển đế hầu Johann Friedrich dẫn quân của liên minh về phía Nam, nhưng ngay sau đó, em họ của ông là Công tước Moritz xứ Albertine Sachsen (Meissen), đã xâm chiếm lãnh thổ của ông. Johann Friedrich vội vã quay trở lại Sachsen, trục xuất Moritz khỏi vùng đất Ernestine, chinh phục Albertine Sachsen và tiến hành xâm lược Bohemia (do Ferdinand, em trai của Hoàng đế Karl V và vợ sau này là Anna xứ Bohemia và Hungary trực tiếp nắm giữ). Lực lượng của Karl đã đánh lui quân của Liên đoàn Schmalkaldic và đánh bại họ một cách dứt khoát trong Trận Mühlberg (1547). Johann Friedrich bị thương và bị bắt làm tù binh. Hoàng đế kết án tử hình ông ta vì tội nổi loạn, nhưng vẫn hoãn xử tử vì không muốn lãng phí thời gian để chiếm Wittenberg, được bảo vệ bởi vợ của Johann Friedrich là Sybille xứ Cleves. Để cứu mạng mình, Johann Friedrich đã nhượng bộ tại Thủ đô Wittenberg, rời bỏ ngôi vị Tuyển đế hầu và lãnh thổ của mình để ủng hộ người em họ Moritz xứ Albertine Sachsen lên thay, và hình phạt của ông được chuyển thành tù chung thân. Khi Tuyển đế hầu Moritz mới được đúc tiền, một lần nữa đổi phe, tấn công Hoàng đế Karl, Công tước Johann Friedrich được thả ra khỏi tù và được trao lại Bá quốc Thuringia. Ông thành lập thủ đô ở Weimar và thành lập trường đại học ở Jena (để thay thế trường ở Wittenberg đã bị mất vào tay Moritz) trước khi ông qua đời vào năm 1554.
Ba con trai của Johann Friedrich đã phân chia lãnh thổ sau cái chết của cha mình, với Johann Friedrich II trở thành người đứng đầu (và trong thời gian ngắn, 1554–1556, giữ tước vị tuyển đế hầu) với các ghế ở Eisenach và Coburg, người anh giữa John William ở Weimar (Sachsen-Weimar), và người trẻ nhất, Johann Friedrich III (trùng tên với người anh cả, đã gây ra nhiều nhầm lẫn trong sử sách) thành lập nơi cư trú tại Gotha (Sachsen-Gotha). Khi Johann Friedrich III của Gotha qua đời mà không lập gia đình và không có người thừa kế vào năm 1565, John William của Weimar đã cố gắng đòi quyền kế vị Sachsen-Gotha, nhưng các con trai của Johann Friedrich II bị giam cầm đã đưa ra yêu sách của riêng họ.
Các đối thủ đã đạt được thỏa thuận vào năm 1572 về Phân khu Erfurt, theo đó John William bổ sung các huyện Altenburg, Gotha và Meiningen vào Sachsen-Weimar. Khi John William qua đời một năm sau đó, con trai lớn của ông, Friedrich Wilerm I đã nhận Altenburg, Gotha và Meiningen với tước hiệu Công tước xứ Sachsen-Altenburg, và cùng với một số con trai của ông thành lập dòng Sachsen-Altenburg đầu tiên, ttrong khi Sachsen-Weimar thuộc về người con trai nhỏ John II. John Casimir (mất người thừa kế năm 1633), con trai lớn của Johann Friedrich II, và Johann Ernst (mất người thừa kế năm 1638), con trai nhỏ của Johann Friedrich II, cùng nhận lãnh thổ Sachsen-Coburg-Eisenach, nhưng được bổ nhiệm làm người giám hộ hợp pháp bởi vì họ là trẻ vị thành niên. Năm 1596, hai anh em đồng ý chia công quốc thành Sachsen-Coburg và Sachsen-Eisenach.

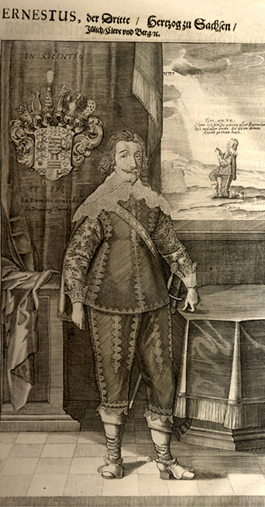
Ernst Ngoan đạo là ông tổ của cả 7 dòng công tước Ernestine cuối cùng

Johann II, Công tước xứ Sachsen-Weimar (hay John II), chết trẻ để lại tám người con trai còn sống (bao gồm Bernhard xứ Sachsen-Weimar, người trẻ nhất, vị tướng nổi tiếng) và một di chúc ra lệnh cho họ đồng cai trị công quốc. Khi người anh cả trong số họ, Johann Ernst I, Công tước xứ Sachsen-Weimar qua đời khi chưa lập gia đình (1626), hai người anh em nữa của ông đã qua đời mà không có con, để lại năm công tước xứ Sachsen-Weimar, với Wilhelm là con cả. Hai người nữa chết trong vòng 15 năm, trong đó có Bernhard năm 1639, không có người thừa kế. Năm 1638, dòng Coburg-Eisenach cao cấp bị tuyệt tự và tài sản của nó được phân chia giữa Altenburgs và Weimars, điều này làm tăng gấp đôi tài sản của Sachsen-Weimar và khiến việc phân chia trở lại khả thi. Trong năm 1640, những người anh em còn lại cuối cùng đã chia tài sản của mình, William ở lại Weimar, Albert (Albrecht) nhận ngai vàng Công tước xứ Eisenach và Ernst (được mệnh danh là "Người ngoan đạo") cũng nhận được phần của mình và được gọi là Công tước xứ Gotha.
Ernst I, Công tước xứ Sachsen-Gotha (1601–1675) đã kết hôn với Elisabeth Sophie, người con duy nhất của Johann Philipp, Công tước xứ Sachsen-Altenburg và Gotha (1597–1638), con trai cả của Frederick William I. Khi em họ của Elisabeth Sophie là Frederick William III, Công tước xứ Altenburg, qua đời vào năm 1672 khi chưa lập gia đình, toàn bộ dòng Altenburg đầu tiên bị tuyệt tự ở dòng nam, mở ra một cuộc xung đột kế vị. Cuối cùng, các con trai của Ernst và Elisabeth Sophie đã nhận được phần lớn tài sản thừa kế ở Altenburg, dựa trên di chúc của Công tước John Philip (vì cuối cùng người ta đã công nhận rằng luật Salic không ngăn cản một người có quyền kế thừa tất cả tài sản của mình trao cho những người có khác trong gia tộc mà anh ta mong muốn người đó trở thành người thừa kế của mình, để lại tài sản cho những người mà không có quyền thừa kế; và nếu những người được ưu ái đó cũng tình cờ là con rể và cháu ngoại của người lập di chúc, thì điều đó không hề bị cấm), mà chỉ bị giảm bớt tài sản (1/4 so với nửa Altenburg ban đầu), nhưng một phần (một phần tư của Altenburg ban đầu nửa) được chuyển đến chi nhánh Sachsen-Weimar. Hai dòng này: Weimar và Gotha(-Altenburg) tạo thành nền tảng cho các dòng Ernestine trong tương lai, và cả hai đều có dòng dõi nam còn tồn tại cho đến ngày nay. Sau khi phân chia quyền thừa kế của dòng Altenburg đầu tiên, dòng cao cấp, Weimar, nắm giữ ít hơn một nửa vùng đất Ernestine, và dòng cấp dưới, Gotha-Altenburg, nắm giữ hơn một nửa. Dòng Gotha-Altenburg được chia nhỏ hơn và dòng Weimar không quá nhiều, và cuối cùng tất cả tài sản của dòng Weimar nói trên đều tập trung vào tay dòng chính vào năm 1741 và vào năm 1815 được nâng lên thành Đại công tước xứ Weimar.
Nhiều con trai của Công tước Ernst xứ Gotha và Nữ công tước Elisabeth Sophie ban đầu chia tài sản thừa kế (năm phần tám tổng số đất đai của Ernestine) thành 7 phần: Gotha-Altenburg, Coburg, Meiningen, Römhild, Eisenberg, Hildburghausen và Saalfeld. Trong số họ, Coburg, Römhild và Eisenberg đã không tồn tại được qua một thế hệ, và bị phân chia vào bốn dòng còn lại.

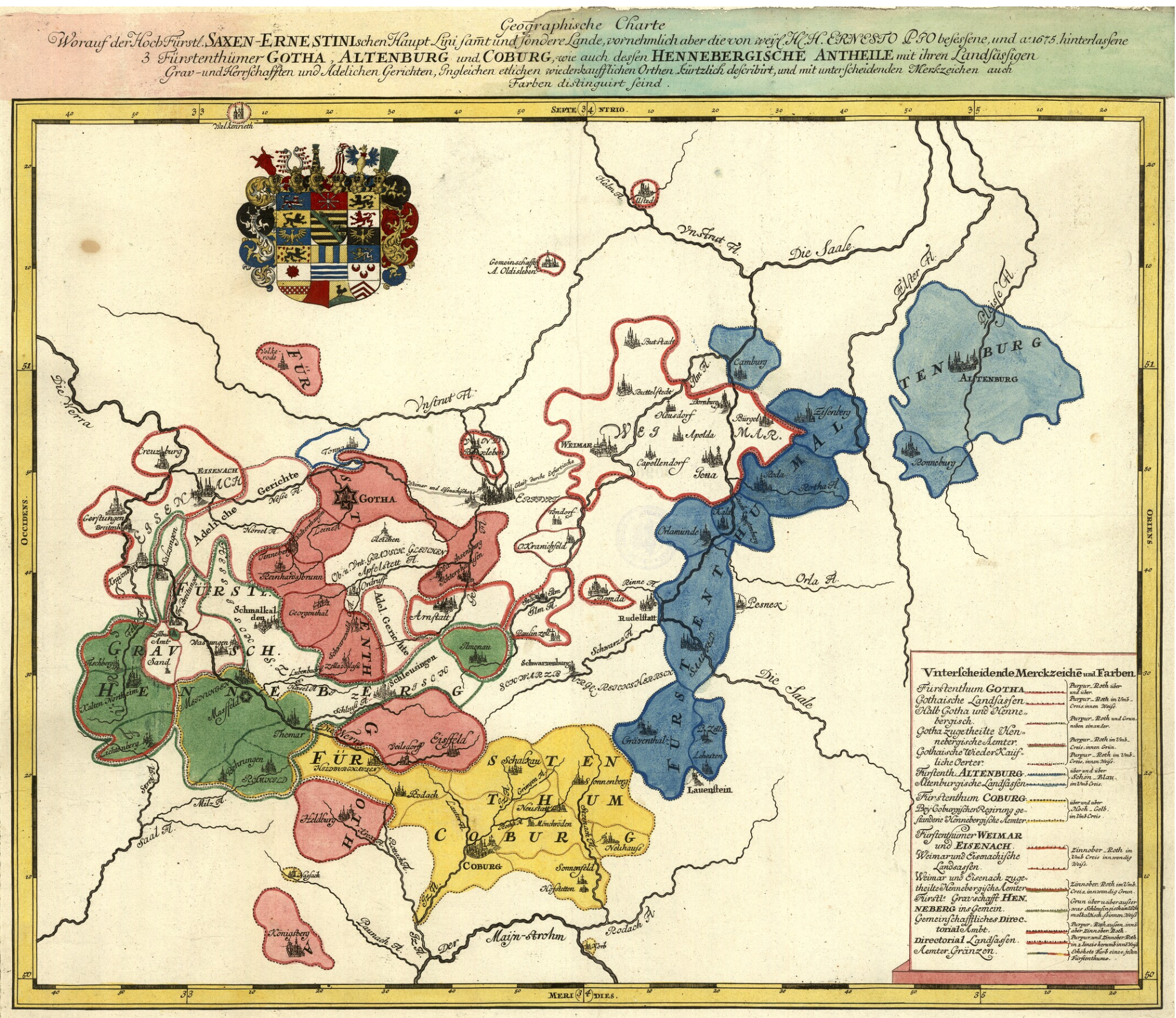
Bản đồ giữa thế kỷ 18 của các công quốc Ernestine

Do đó, các lãnh thổ của dòng Ernestine ở Thuringia đã bị chia cắt và kết hợp lại nhiều lần do các Công tước để lại nhiều hơn một người con trai để thừa kế, và do nhiều dòng dõi của các Công tước Ernestines đã tuyệt dự dòng nam. Cuối cùng, quyền thừa kế đã trở thành quy tắc thừa kế ở các công quốc Ernestine, nhưng không phải trước khi số lượng công quốc Ernestine có thời điểm tăng lên 10 công quốc. Đến năm 1826, các công quốc Ernestine còn lại là Đại công quốc Sachsen-Weimar-Eisenach (chiếm khoảng ba phần tám tổng số vùng đất của Ernestine) và các công quốc ("Elisabeth-Sophie-line") của Sachsen-Gotha-Altenburg, Sachsen-Meiningen , Sachsen-Hildburghausen và Sachsen-Coburg-Saalfeld. Năm 1826, dòng dõi cao cấp của Ernst Ngoan đạo ở Gotha-Altenburg bị tuyệt tự. Con gái của công tước áp chót đã kết hôn với Công tước xứ Coburg-Saalfeld, và cặp đôi này có hai con trai - người con út là Công tử Albert, sau sẽ trở thành chồng của Nữ hoàng Victoria của Anh. Di sản của Gotha-Altenburg được phân chia giữa ba dòng còn lại xuất phát từ Ernst Ngoan đạo và Elisabeth Sophie, gây ra những thay đổi về danh pháp: từ đó trở đi, chúng được gọi là Sachsen-Meiningen-Hildburghausen, Sachsen-Altenburg (dòng Hildburghausen cũ) và Sachsen-Coburg và Gotha - dòng trẻ nhất (ban đầu là dòng Saalfeld) nhận ngôi vị "maternal" của Gotha, từng là nơi ngự trị của Ernst Ngoan đạo, tổ tiên của cả 7 dòng này. Tất cả các công quốc của Ernestine đều kết thúc bằng việc bãi bỏ chế độ quân chủ sau khi Thế chiến thứ nhất kết thúc.
Năm trong số các công quốc Ernestine là thành viên của Vùng đế chế Thượng Sachsen của Đế chế La Mã Thần thánh:
- Sachsen-Weimar
- Sachsen-Eisenach
- Sachsen-Coburg
- Sachsen-Gotha
- Sachsen-Altenburg

Tư cách thành viên trong vùng đế chế đã mang lại cho người cai trị mỗi nhà nước một phiếu biểu quyết trong Đại hội Đế chế. Trong phiên họp năm 1792 của Đại hội Đế chế, Công tước xứ Sachsen-Weimar cũng là Công tước xứ Sachsen-Eisenach, và có hai phiếu (cũng như ba phần tám của tất cả các vùng đất Ernestine); Công tước xứ Sachsen-Altenburg cũng là Công tước xứ Sachsen-Gotha (với tư cách là người thừa kế cao cấp của cả Công tước John Philip và Công tước Ernst Ngoan đạo) có hai phiếu; và Công tước xứ Sachsen-Coburg có một phiếu.
Các công quốc Ernestine khác chưa bao giờ là thành viên của Vùng đế chế và không có quyền bỏ phiếu trong Đại hội Đế chế như 5 công quốc ở trên (ví dụ, các công quốc Meiningen và Hildburghausen cũng như vậy; đó là một lý do tại sao Công tước xứ Sachsen-Hildburghausen lại trao đổi tài sản của mình với tài sản của Altenburg). Tuy nhiên, tất cả đều có quyền tự trị và cuối cùng, với sự giải thể của Đế chế La Mã Thần thánh vào ngày 6 tháng 8 năm 1806, vấn đề đó trở nên không còn phù hợp.

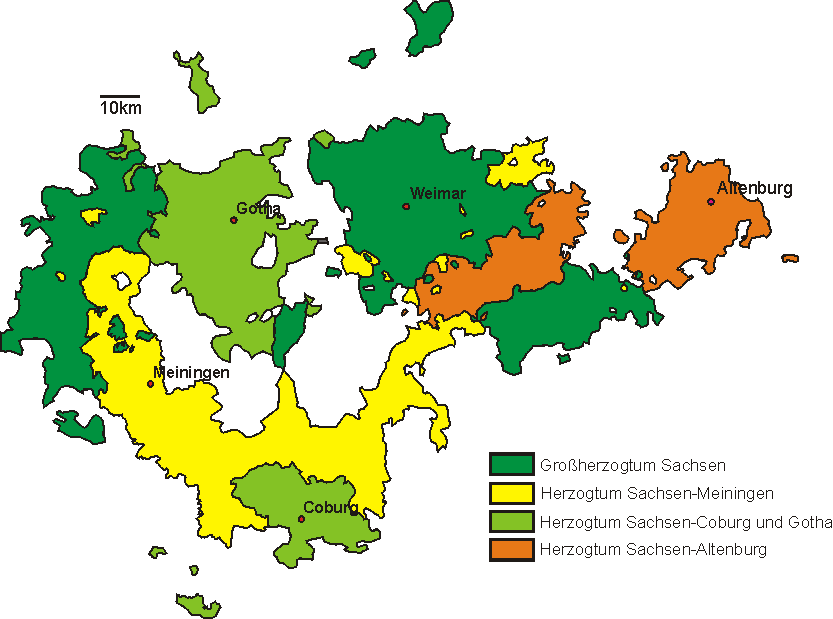
Các công quốc Ernestine ở Thuringia sau năm 1825

- Sachsen-Altenburg (1603 đến 1672; 1826 đến 1918; tuyệt tự vào năm 1991)
- Sachsen-Coburg (1596 đến 1633; 1681 đến 1699)
- Sachsen-Coburg-Eisenach (1572 đến 1596)
- Sachsen-Coburg-Saalfeld (1735 đến 1826)
- Sachsen-Eisenberg (1680 đến 1707)
- Sachsen-Coburg-Gotha (1826 đến 1918)
- Sachsen-Eisenach (1596 đến 1638; 1640 đến 1644; 1672 đến 1806)
- Sachsen-Gotha (1640 đến 1680)
- Sachsen-Gotha-Altenburg (1681 đến 1826)
- Sachsen-Hildburghausen (1680 đến 1826)
- Sachsen-Jena (1672 đến 1690)
- Sachsen-Marksuhl (1662 đến 1672)
- Sachsen-Meiningen (1681 đến 1918)
- Sachsen-Römhild (1680 đến 1710)
- Sachsen-Saalfeld (1680 đến 1735)
- Sachsen-Weimar (1572 đến 1806)
- Sachsen-Weimar-Eisenach (1806 đến 1918)

## Công quốc Ernestine từ năm 1918 trở đi
Sachsen-Weimar-Eisenach, Sachsen-Coburg và Gotha, Sachsen-Meiningen và Sachsen-Altenburg là những công quốc duy nhất còn lại (Weimar-Eisenach là Đại công quốc từ năm 1809 và chính thức là Đại công quốc Sachsen từ năm 1903) vào thời kỳ Cách mạng Đức (1918–1919). Các đặc quyền hợp pháp và địa vị Công tước của họ đã bị bãi bỏ dưới chế độ cộng hòa mới. Bốn công quốc trở thành 5 bang cấu thành của Cộng hòa Weimar bằng cách chia tách Gotha và Coburg. Vào ngày 1 tháng 7 năm 1920, Bang Tự do Coburg được sáp nhập vào Bang Tự do Bayern. Bốn bang còn lại được sáp nhập vào ngày 1 tháng 5 năm 1920 cùng với Schwarzburg-Rudolstadt và Schwarzburg-Sondershausen thành Bang Tự do Thuringia.
Việc tái tổ chức này vẫn tồn tại cho đến ngày nay, mặc dù trên thực tế nó không tồn tại dưới thời Đức Quốc xã, khi hệ thống Reichsgau được sử dụng thay thế và Gau Thuringia quản lý Nhà nước Tự do và Gau Bayreuth quản lý miền Bắc Bayern. Từ năm 1945 đến năm 1990, Thuringia nằm trong vùng chiếm đóng của Liên Xô và sau đó thuộc Đông Đức trong khi Bayern nằm trong vùng chiếm đóng của Mỹ và sau đó là một phần của Tây Đức.

### Những người thừa kế còn sống
Vào ngày 13 tháng 2 năm 1991, Georg Moritz, Thân vương kế vị xứ Sachsen-Altenburg qua đời và cùng với ông là dòng dõi của Ernest, Công tước xứ Sachsen-Hildburghausen và Sachsen-Altenburg đã tuyệt tự. Tuyên bố đòi quyền thừa kế của ông được chuyển cho Michael, Thân vương xứ Sachsen-Weimar-Eisenach (sinh ngày 15 tháng 11 năm 1946). Dòng dõi này cũng có khả năng sẽ sớm tuyệt tự vì Michael chỉ có một con gái và người đàn ông duy nhất còn lại là em họ của ông, Thân vương Wilhelm Ernst (sinh ngày 10 tháng 8 năm 1946), ông này chỉ có người con trai và đã chết không con vào năm 2018. Hai người này đại diện cho những hậu duệ không phải quý tiện kết hôn cuối cùng của William, Công tước xứ Sachsen-Weimar. Bốn người đàn ông còn lại trong hàng này là các Nam tước xứ Heygendorff. Tình hình thậm chí còn tồi tệ hơn đối với Konrad, Thân vương xứ Sachsen-Meiningen (sinh ngày 14 tháng 4 năm 1952), thành viên nam duy nhất không phải là sản phẩm quý tiện kết hôn của Sachsen-Meiningens và chưa lập gia đình. Cháu trai của ông đều là sản phẩm quý tiện kết hôn giống như các Nam tước xứ Saalfeld. Họ là hậu duệ duy nhất còn lại của Bernhard I, Công tước xứ Sachsen-Meiningen.
Trong trường hợp rất có thể xảy ra sự tuyệt tự dòng nam của hai nhánh cao cấp này, quyền đại diện duy nhất của các Công tước Ernestine của Nhà Wettin sẽ được chuyển cho con cháu của Franz xứ Sachsen-Coburg-Saalfeld, hiện tại là Sachsen-Coburg và Gotha do Andreas, Thân vương xứ Sachsen-Coburg và Gotha (sinh ngày 21 tháng 3 năm 1943) đứng đầu, gồm cả Vương tộc Windsor, Vương thất Bỉ và Vương thất Bulgaria. Franz và cháu trai của ông là Ludwig Friedrich Emil von Coburg cũng là tổ tiên của các dòng dõi quý tiện kết hôn.
Thân vương Andreas có hai con trai và một cháu trai. Dòng dõi kế vị thường được cho là sẽ thuộc về cựu Sa hoàng Simeon II của Bulgaria (sinh ngày 16 tháng 6 năm 1937), người có 3 con trai và 7 cháu trai, nhưng cuộc hôn nhân của ông với con gái của một Hầu tước thuộc giới Quý tộc Tây Ban Nha có thể bị xem là Quý tiện kết hôn.

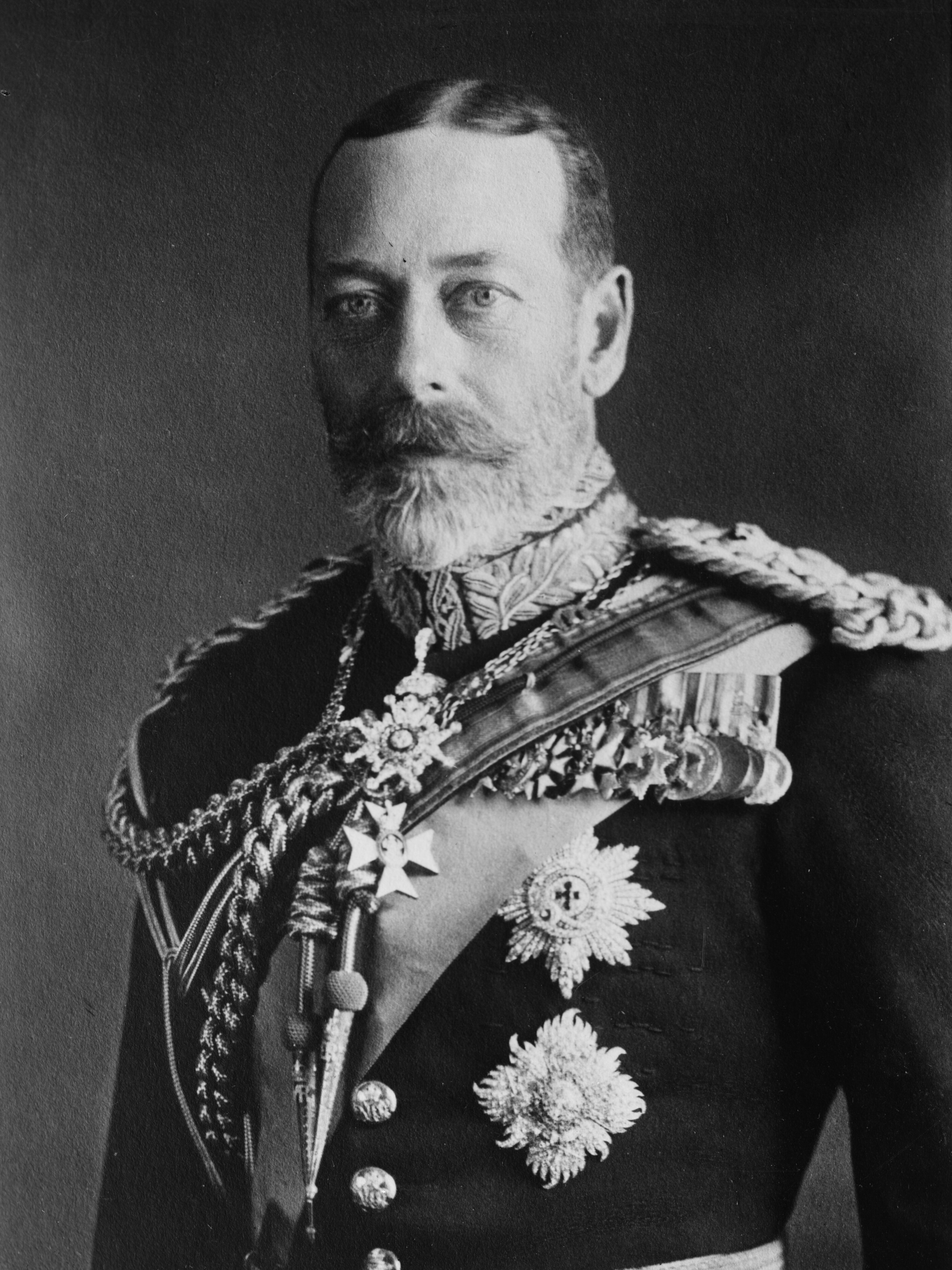
Vua George V của Anh, người đã từ bỏ tước hiệu và cũng như quyền thừa kế các Công quốc Ernestine ở Đức, chuyển họ Sachsen-Coburg và Gotha sang Windsor khi nước Anh của ông trở thành kẻ thù của Đế quốc Đức trong Thế chiến thứ nhất

Khi biết rõ rằng Ernst II, Công tước xứ Sachsen-Coburg và Gotha sẽ qua đời mà không con thừa tự, Vua Edward VII của Anh đã từ bỏ quyền của mình đối với Sachsen-Coburg và Gotha (nhưng chỉ đối với công quốc đó) để ngăn chặn một liên minh cá nhân không mong muốn. Vương tộc Windsor (có dòng dõi nam ban đầu chỉ bao gồm hậu duệ của con trai Edward, George V kể từ ngày 26 tháng 4 năm 1943) và Hoàng gia Bỉ lần lượt từ bỏ tước hiệu ở Đức của họ vào năm 1917 và 1920. Mặc dù liệu điều này có thực sự loại bỏ họ khỏi tất cả các lần kế vị Ernestine hay không vẫn còn được tranh luận. Tuy nhiên, tất cả các dòng dõi agnatic còn sót lại đều bao gồm các cuộc hôn nhân có tính chất quý tiện kết hôn (ít nhất là rất có thể xảy ra).
Nếu bỏ qua tất cả những tuyên bố từ bỏ tước vị thì dòng kế vị sẽ thêm Vương tử Richard, Vương tử Edward và Vương tử Michael, xếp trước Simeon II và Albert II của Bỉ sau dòng dõi Bulgaria. Nếu sự bình đẳng trong hôn nhân cũng bị bỏ qua (loại bỏ vấn đề quý tiện kết hôn), sẽ bổ sung thêm 9 hậu duệ người Anh, xếp trước hậu duệ người Bulgaria và 6 hậu duệ người Bỉ vào danh sách thừa kế vương tộc Wettin.
Mountbatten-Windsors hoàn toàn không được coi là một trong những người thừa kế dòng Ernestine của vương tộc Wettin, do nguồn gốc của họ và thực tế là Elizabeth II có thể là một đứa con gái quý tiện kết hôn do mẹ cô ấy là con gái của một bá tước.